# Distretto di Julcán (Junín)
Il distretto di  Julcán è uno dei trentaquattro distretti della provincia di Jauja, in Perù. Si trova nella regione di Junín e si estende su una superficie di 24,78   chilometri quadrati.